# Upday
Upday è una piattaforma di aggregazione di notizie per smartphone sviluppata da Axel Springer SE in collaborazione con Samsung. Il quartier generale di SAMAS upday Investment GmbH, in cui upday è raggruppato, ha sede a Berlino. Oltre all'app originale, upday edita oggi siti web di informazione in diverse lingue, compreso l'italiano.

## Storia
Fondata a settembre 2015, upday nasce da una partnership tra Axel Springer SE e Samsung Electronics Co. Ltd. L'app era preinstallata sui nuovi dispositivi Samsung Galaxy S7 ed è stata resa disponibile nel marzo 2016. Al momento della pubblicazione, upday aggregava notizie da circa 1.200 piattaforme di notizie come The Daily Telegraph, BBC News, Le Figaro e Der Spiegel. L'app era inizialmente disponibile solo in Germania, Francia, Polonia e Regno Unito, ma con il lancio del nuovo Galaxy S8 ha operato una nuova espansione in altri paesi europei. Dal 2020 l'app è disponibile in 34 paesi e 26 lingue e conta circa 6,6 milioni di utenti unici in Germania e oltre 25 milioni di utenti in tutto il mondo.

## Upday in Italia
Il lancio di upday in Italia è stato annunciato a febbraio del 2017. Il direttore responsabile e country manager per l'Italia è Giorgio Baglio. L'obiettivo dichiarato di upday è quello di affiancare all'intelligenza artificiale, che tramite un algoritmo crea il flusso di notizie nella sezione “My news” dell'app, il lavoro di giornalisti professionisti in grado di selezionare le notizie, operando al contempo un'operazione di filtro e fact-checking, per la sezione “Top news". A giugno del 2021, upday diventa disponibile per Iphone e dispositivi Android, scaricabile dall'App Store e da Google Play Store.
Dal 2022 l'app di upday inizia a proporre agli utenti solo contenuti originali provenienti dal sito web della testata, anziché aggregare e rilanciare notizie da altri media in lingua italiana. Ad oggi, upday pubblica in Italia un quotidiano online che copre tutte le principali notizie di attualità nazionale e internazionale. I suoi contenuti originali sono stati più volte ripresi da altri organi di stampa italiani.
Nel dicembre 2023 Axel Springer annuncia che chiuderà la redazione di Milano che ha tre giornalisti e un poligrafico.